# Lucy Say
Pour les articles homonymes, voir Say.
Lucy Way Sistare Say (28 novembre 1800 - 15 novembre 1886) est une naturaliste et artiste scientifique américaine. Say illustre 66 des 68 planches qui de l'American Conchology, une représentation des mollusques nord-américains collectés par son mari, Thomas Say, lors de ses expéditions en Amérique du Nord. Lucy Say est la première femme membre de l'Académie des sciences naturelles de Philadelphie (ANSP) le 26 octobre 1841.

## Jeunesse et éducation
Née à New London, Connecticut, Lucy Way Sistare Say est l'un des dix enfants nés de Joseph et Nancy Way Sistare. Elle commence sa scolarité dans une école de filles Pestalozzian à Philadelphie, dirigée par Marie Duclos Fretageot. Elle étudie l'illustration auprès du naturaliste et illustrateur français Charles Alexandre Lesueur et Jean-Jacques Audubon. Elle rencontre son futur mari, Thomas Say, par l'intermédiaire d'autres artistes et naturalistes de l'école Fretageot,.

## Carrière
Pendant son séjour à Philadelphie, Lucy Say fait la connaissance de nombreux autres naturalistes, dont certains des fondateurs de l'Académie des sciences naturelles. Elle rejoint un groupe d'éminents scientifiques, éducateurs et artistes sur un quillard connu sous le nom de "Boatload of Knowledge", qui voyage le long de la rivière Ohio depuis Pittsburgh, Pennsylvanie pendant l'hiver 1825-1826 pour former une communauté socialiste utopique à New Harmony, Indiana. Lors du voyage vers New Harmony, elle fait la connaissance du naturaliste Thomas Say et ils se marient le 4 janvier 1827.
Lucy Say enseigne l'illustration à New Harmony pendant que son mari effectue des expéditions de recherche scientifique. David Dale Owen et Richard Owen, les premier et troisième géologues de l'état de l'Indiana, sont ses étudiants. En raison de la nature frontalière de la ville, et en particulier des vues libérales soutenant l'égalité des sexes prônées par les dirigeants communautaires Robert Owen et William Maclure, les femmes sont confrontées à moins de restrictions sociales à New Harmony que dans les villes de l'Est. Lorsque Say retourne à New York en 1834 après la mort de son mari, elle décrit sa nouvelle vie à l'est comme "trop circonscrite, j'aspire à la liberté dont je jouissais lorsque je vivais sur les rives du Wabash".
Les talents de dessinateur et de peintre de Say trouvent leur expression lorsqu'elle entreprend d'illustrer l'œuvre monographique de Thomas, American Conchology. En plus de fournir des dessins pour 66 des 68 planches de l'œuvre, Say effectue une grande partie de la coloration minutieuse des impressions individuelles, qui se chiffrent par milliers. Elle est assistée dans cette tâche par deux des enfants du graveur Cornelius Tiebout, Henry et Caroline. RE Banta écrit, en 1938, que ces planches colorées « surpassaient tout ce qui était produit dans ce pays [à cette époque] en termes de délicatesse et de précision des détails. Chaque coquille est un chef-d'œuvre de la peinture miniature qui, apparemment, a nécessité des heures de travail." Après la mort de son mari, Say commence à entreprendre elle-même la gravure de ses planches.
Say consacre ses dernières années à aider les sciences naturelles et à maintenir la réputation de son défunt mari. Elle fait don de sa collection entomologique et de sa bibliothèque à l'ANSP. En 1840, Say entame une correspondance avec Samuel Stehman Haldeman (1812-1880), qu'elle considère comme un successeur compétent des recherches de son mari en conchologie et entomologie. Elle forme son propre petit cabinet et échange des spécimens de coquillages avec Haldeman. Dans le cadre de la reconnaissance de Say par le monde scientifique, elle est élue première femme membre de l'ANSP le 26 octobre 1841 et membre de sa section conchologique en 1868. Elle est décédée en 1886.